# Oduduva írás
Az Oduduva-írást 2016-ban vagy 2017-ben egy Tolúlàṣẹ Ògúntósìn nevű benini joruba törzsfőnök alkotta meg a Nigériában és Beninben beszélt joruba nyelv számára. Ògúntósìn azt állítja, hogy az írásrendszert a jorubák mitikus őse, Oduduva mutatta meg neki 2011 és 2016 között álmok formájában. A latin írás kiegészítőjeként vagy lehetséges helyettesítőjeként mindkét országban támogatást kapott más jorubaföldi törzsfőnököktől.
A joruba nyelvnek két latin betűs írásmódja van, egy Nigériában és egy Beninben használatos. Az oduduwa írás alfabetikus, és a latin helyesírás ihlette (pl. /k͜p/ egyetlen betűként íródik, de /ɡ͜b/ a /ɡ/ és /b/ betűkből álló digráfként, párhuzamosan a nigériai joruba ábécével; hasonlóképpen a ⟨ẹ, ọ, ṣ⟩ betűket a ⟨e, o, s⟩ latin betűk formájából alakították ki, és a nazális magánhangzókat a ⟨n⟩ betűvel írják, ugyancsak a nigériai joruba ábécéhez hasonlóan). Az oduduva abban különbözik a latin írástól, hogy jobbról balra íródik.

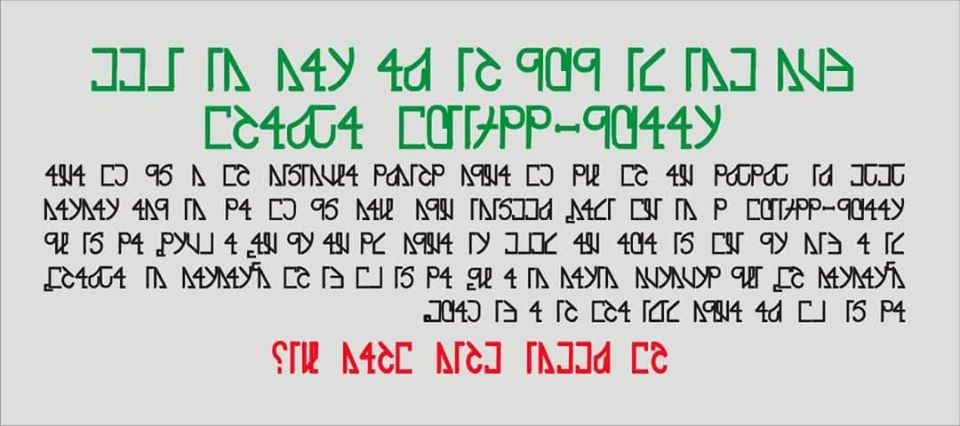
Példaszöveg oduduva írással.

Az írásrendszert a benini Porto-Novo és a nigériai Ifẹ városok iskoláiban tanítják a gyerekeknek.

## Ligatúrák

Az ive (iwe) szótag leírása az oduduva ábécében. i (jobbra) és w (középen) összeolvadnak a párhuzamos függőleges vonásaik miatt; w és e (bal oldalon) ott, ahol a vízszintes vonalak végei összeérnek.

Az egymás mellett álló betűk ligatúrákat alkotnak: amikor az egyik betű hosszú függőleges vonallal végződik (pl. d, e, h, i, m, n, o), és a következő ilyen vonallal kezdődik (pl. b, ẹ, l, ọ, r, u, w), a két vonal összekapcsolja a betűket. Ez történik például az Oduduwa szó leírásánál (lásd a fenti infoboxot). Ahol egy vízszintes vonal találkozik egy másikkal (mint a [w] és az [a] betűk), vagy éles szögben (mint az [n] és az [i] betűk) esetében; így például az iwe szótag leírása kettős ligatúrát alkot (lásd a jobb oldali képet). Ahol a betűk nem érnek össze, mint a [t] és az [i] esetében, ott úgy is összefűzhetők, hogy az egyik betű egy része a másik alá kerül. A vessző olyan betűkhöz is csatlakozik, mint az [n] és az [i], amelyek függőleges vonallal végződnek.

## Számjegyek
A tízes számrendszer leírására az írásrendszer karakterkészletében létezik tíz számjegy. Formailag ezek a hindu-arab számjegyekből származnak (a betűkhöz hasonlóan jobbról balra íródnak), valamint az alapvető írásjelek (. , : ; - ? aposztróf és idézőjelek). A hangsúlyt nem jelölik.

## Képek

### Betűk

a
e
b
j
o
gb
d
f
t
ẹ
ọ
l
w
u
m
n
i
h
r
s
ṣ
k
g
y
p

### Számok

0
1
2
3
4
5
6
7
8
9

### Írásjelek

kötőjel
kérdőjel

## Fordítás
Ez a szócikk részben vagy egészben  az   Oduduwa script című angol Wikipédia-szócikk ezen változatának fordításán alapul.  Az eredeti cikk szerkesztőit annak laptörténete sorolja fel. Ez a jelzés csupán a megfogalmazás eredetét és a szerzői jogokat jelzi, nem szolgál a cikkben szereplő információk forrásmegjelöléseként.